# Friedhelm Busch
Friedhelm Busch (* 1. September 1938 als Friedrich Wilhelm Busch in Münster) ist ein deutscher Wirtschaftsjournalist.

## Karriere
Im Jahr 1966 machte Busch seinen Abschluss zum Diplomkaufmann an der Westfälischen Wilhelms-Universität in Münster. Zwei Jahre später wurde er freier Mitarbeiter in der Wirtschaftsredaktion des WDR und begann dort auch 1968 mit seiner Börsenberichterstattung.  Im Jahre 1970 wurde er stellvertretender Leiter der Wirtschaftsredaktion des NDR. Der Aufstieg zum Leitenden Wirtschaftsredakteur des Bayerischen Rundfunks erfolgte 1974. Im selben Jahre erwarb er auch seine Promotion zum Dr. rer. pol. an der Universität Münster über das Thema Grundsätze ordnungsmäßiger Bilanzierung für Pensionsverpflichtungen. Ab 1977 leitete er beim NDR das Wirtschaftsressort der Tagesthemen, ab 1984 war er Chefredakteur der für Sat.1 tätigen Gesellschaft für Wirtschaftsfernsehen. 
1987 wurde er Moderator der Telebörse, die anfangs bei Sat.1 ausgestrahlt wurde. In dieser Funktion war er der erste Fernsehjournalist, der einer breiteren deutschen Öffentlichkeit werktäglich live vom Frankfurter Börsenparkett das Thema Börse meist in launig-unterhaltsamer Weise näherbrachte. Busch wurde für die Sendung mit der Goldenen Kamera (1988) und dem Goldenen Gong (1989) ausgezeichnet. 1994 wechselte er mit der Telebörse zum neu gegründeten Sender n-tv und moderierte sie bis zu seiner Pensionierung 2003. Von 2008 bis 2012 war er auf n-tv zweimal monatlich mit der Kolumne zu Börsenthemen Busch-Trommel wieder aktiv, die auch auf der Anlegerseite teleboerse.de zu lesen war.
1993 hatte er im dritten Teil des Fernseh-Mehrteilers Der große Bellheim einen kurzen Auftritt als Börsenkommentator und 1998 einen Gastauftritt in Die Olli Kalk und Brink Show, wo er sich selbst spielte. Daneben ist Busch auch Autor einiger Bücher zum Thema Börse und hält Vorträge zu Finanzthemen.
Busch ist seit 1960 Mitglied der katholischen deutschen Studentenverbindung KDStV Moenania München (CV).

## Publikationen
- Grundsätze ordnungsmässiger Bilanzierung für Pensionsverpflichtungen. Dissertation, Münster 1976
- Der Euro kommt!: Beiträge zum Euro (Hörbuch). Würzburg 1998
- Greife nie in ein fallendes Messer: Börsenweisheiten beim Wort genommen Frankfurt/Main 19991–20088 (ISBN 3-593-38672-0)
- Greife nie in ein fallendes Messer: Börsenweisheiten beim Wort genommen (Hörbuch). Frankfurt/Main 2002 (ISBN 3-593-36936-2)
- Das Börsen-Lexikon: alle Begriffe, die Sie kennen müssen. Frankfurt/Main 2000, München 2003 (ISBN 3-492-23935-8)
- Königsweg Zweitmarkt: Der Notausstieg aus geschlossenen Fonds und Lebensversicherungen Finanzbuch-Verlag (ISBN 3-89879-231-5)